# Землянка (Воронежская область)
Землянка — хутор в Воробьёвском районе Воронежской области России.
Входит в состав Берёзовского сельского поселения.

## География

### Улицы
- ул. Лесная,
- ул. Матросова,
- ул. Олега Кошевого.

## История
Основана Землянка примерно в 30-40-х годах XIX века, по одной из версий – выходцами из того самого Землянска, что находится возле Семилук. В лучшие годы для любого хутора или деревни – то есть во времена СССР – здесь было примерно 130 дворов и около 500 жителей. Почти все дома строились в 1950-1960-е годы прошлого века, все – однотипной архитектуры: сенцы во всю длину дома и две комнаты. 
А также, 1928 году хутор Землянка, бывший до этого в составе Бурляевской волости Новохоперского уезда, становится частью Воробьевского района. В эпоху коллективизации на его территории был колхоз «Красный боец», влившийся в 1936 году в состав нового колхоза им. 18 партсъезда. 

## Население
| 2010 |
| ---- |
| 28   |

Примерно в 80-90х годах население хутора начала понижаться. 
В 2015 году проживало всего 6 человек